# فهرست قنات‌های شهرستان شبستر
جدول زیر بر اساس آمار وزارت جهاد کشاورزیتهیه شده‌است. فهرست زیر قنات‌های شهرستان شبستر در استان آذربایجان شرقی را نشان می‌دهد.
| نام قنات              | موقعیت                  | نزدیک‌ترین روستا | طول قنات (متر) | تعداد میله چاه | عمق مادر چاه | دبی (لیتر بر ثانیه) | سطح زیر کشت (هکتار) |
| --------------------- | ----------------------- | --------------- | -------------- | -------------- | ------------ | ------------------- | ------------------- |
| اقا کهریزی            | بخش مرکزی شهرستان شبستر | بیس             | ۲۰۰۰           | ۰              | ۰            | ۱۵                  | ۴۵                  |
| اقالوخ کهریزی         | بخش مرکزی شهرستان شبستر | قره تپه         | ۸۰۰            | ۰              | ۰            | ۱۰                  | ۱۹                  |
| امام کهریزی           | بخش مرکزی شهرستان شبستر | قوج             | ۱۰۰۰           | ۰              | ۰            | ۹                   | ۳۰                  |
| باغ وزیر              | بخش مرکزی شهرستان شبستر | باغ وزیر        | ۱۰۰۰           | ۰              | ۰            | ۲۰                  | ۶۰                  |
| تازه کهریز            | بخش مرکزی شهرستان شبستر | شرفخانه         | ۹۰۰            | ۰              | ۰            | ۱۲                  | ۱۷                  |
| ترپ                   | بخش مرکزی شهرستان شبستر | ترپ             | ۹۰۰            | ۰              | ۰            | ۳۵                  | ۲۵                  |
| تقی کهریزی            | بخش مرکزی شهرستان شبستر | قوج             | ۲۰۰۰           | ۰              | ۰            | ۲۵                  | ۶۵                  |
| تیله کهریز            | بخش مرکزی شهرستان شبستر | وایقان          | ۱۰۰۰           | ۰              | ۰            | ۱۵                  | ۲۵                  |
| حاجی تقی کهریزی       | بخش مرکزی شهرستان شبستر | شرفخانه         | ۱۰۰۰           | ۰              | ۰            | ۱۲                  | ۲۰                  |
| حریف آنه              | بخش مرکزی شهرستان شبستر | حریف آنه        | ۱۸۳۰           | ۰              | ۰            | ۸                   | ۲۵                  |
| حسن و حسین‌آباد کهریزی | بخش مرکزی شهرستان شبستر | وایقان          | ۱۰۰۰           | ۰              | ۰            | ۱۲                  | ۲۰                  |
| حسین آقا              | بخش مرکزی شهرستان شبستر | تیل             | ۱۰۰۰           | ۰              | ۰            | ۱۴                  | ۲۰                  |
| خواجه مرجان           | بخش مرکزی شهرستان شبستر | خواجه مرجان     | ۸۰۰            | ۰              | ۰            | ۱۲                  | ۲۰                  |
| دره درازکهریزی        | بخش مرکزی شهرستان شبستر | امنه            | ۷۰۰            | ۰              | ۰            | ۱۰                  | ۲۵                  |
| درویش گلی             | بخش مرکزی شهرستان شبستر | تیل             | ۹۰۰            | ۰              | ۰            | ۱۵                  | ۲۵                  |
| دشم وسیدلروچول کهریزی | بخش مرکزی شهرستان شبستر | قوج             | ۱۵۰۰           | ۰              | ۰            | ۲۰                  | ۸۰                  |
| دول کهریزی            | بخش مرکزی شهرستان شبستر | وایقان          | ۹۰۰            | ۰              | ۰            | ۱۲                  | ۳۲                  |
| دیزه میش              | بخش مرکزی شهرستان شبستر | شیخ ولی         | ۱۰۰۰           | ۰              | ۰            | ۱۰                  | ۲۵                  |
| سرکندیزج              | بخش مرکزی شهرستان شبستر | سرکندیزیج       | ۱۵۰۰           | ۰              | ۰            | ۲۰                  | ۴۰                  |
| سفیدکر                | بخش مرکزی شهرستان شبستر | سفیدکر          | ۱۰۰            | ۰              | ۰            | ۱۵                  | ۲۵                  |
| سیس زهرآباد ی         | بخش مرکزی شهرستان شبستر | بیس             | ۴۰۰۰           | ۰              | ۰            | ۲۰                  | ۶۰                  |
| شورگل کهریزی          | بخش مرکزی شهرستان شبستر | شرفخانه         | ۷۰۰            | ۰              | ۰            | ۱۰                  | ۲۰                  |
| صوفیان                | بخش مرکزی شهرستان شبستر | صوفیان          | ۱۵۰۰           | ۰              | ۰            | ۲۰                  | ۶۰                  |
| علی اکبرلو            | بخش مرکزی شهرستان شبستر | علی اکبرلو      | ۸۰۰            | ۰              | ۰            | ۱۵                  | ۲۵                  |
| غیاثی                 | بخش مرکزی شهرستان شبستر | قوج             | ۲۵۰۰           | ۰              | ۰            | ۲۰                  | ۸۰                  |
| قزل‌آباد               | بخش مرکزی شهرستان شبستر | قزل‌آباد         | ۱۵۰۰           | ۰              | ۰            | ۱۰                  | ۳۰                  |
| مرودیزج               | بخش مرکزی شهرستان شبستر | مرودیزیج        | ۵۰۰            | ۰              | ۰            | ۱۰                  | ۲۰                  |
| مهراحمد               | بخش مرکزی شهرستان شبستر | مهراحمد         | ۱۰۰۰           | ۰              | ۰            | ۱۵                  | ۲۵                  |
| نعمت اله              | بخش مرکزی شهرستان شبستر | نعمت اله        | ۱۰۰۰           | ۰              | ۰            | ۱۵                  | ۲۰                  |
| نقی بیک کهریزی        | بخش مرکزی شهرستان شبستر | امنه            | ۱۰۰۰           | ۰              | ۰            | ۱۳                  | ۳۰                  |
| نورعلی کهریزی         | بخش مرکزی شهرستان شبستر | قره تپه         | ۹۰۰            | ۰              | ۰            | ۱۲                  | ۲۵                  |
| هادوینه               | بخش مرکزی شهرستان شبستر | هادوینه         | ۱۰۰۰           | ۰              | ۰            | ۱۲                  | ۲۰                  |
| پیرقناتی              | بخش مرکزی شهرستان شبستر | مرزه            | ۱۰۰۰           | ۰              | ۰            | ۱۵                  | ۳۵                  |
| کندرود                | بخش مرکزی شهرستان شبستر | کندرود          | ۱۰۰            | ۰              | ۰            | ۲۰                  | ۳۵                  |
| کندکهریزی             | بخش مرکزی شهرستان شبستر | شرفخانه         | ۸۰۰            | ۰              | ۰            | ۱۳                  | ۲۱                  |
| کندکهریزی             | بخش مرکزی شهرستان شبستر | وایقان          | ۱۲۰۰           | ۰              | ۰            | ۱۵                  | ۰                   |
| گروس                  | بخش مرکزی شهرستان شبستر | گروس            | ۸۰             | ۰              | ۰            | ۱۲                  | ۲۰                  |
| گلیل گه دره           | بخش مرکزی شهرستان شبستر | تیل             | ۷۰۰            | ۰              | ۰            | ۱۲                  | ۳۰                  |
| گل‌آباد                | بخش مرکزی شهرستان شبستر | گل‌آباد          | ۱۵۰۰           | ۰              | ۰            | ۱۵                  | ۳۰                  |
| ینگه کهریزی           | بخش مرکزی شهرستان شبستر | قوج             | ۱۵۰۰           | ۰              | ۰            | ۹                   | ۵۰                  |